# Tranvia di Woltersdorf
La tranvia di Woltersdorf (in tedesco Woltersdorfer Straßenbahn) è una linea tranviaria interurbana che collega il centro abitato di Woltersdorf alla stazione di Rahnsdorf della S-Bahn di Berlino.
È gestita dalla società Woltersdorfer Straßenbahn GmbH, integrata nel consorzio trasportistico Verkehrsverbund Berlin-Brandenburg (VBB).
Nel consorzio è indicata con il numero di linea 87.

## Percorso
| Straight track |

| Unknown route-map component "SHST" | Urban head station |

| One way rightward | Urban straight track |

|  | Urban stop on track |

|  | Urban stop on track |

|  | Urban stop on track |

|  | Urban station on track |

|  | Urban stop on track |

|  | Urban station on track |

|  | Urban stop on track |

|  | Urban stop on track |

|  | Urban End station |

## Storia
La tranvia fu realizzata per consentire collegamenti rapidi fra Berlino (raggiungibile tramite S-Bahn) e le nuove aree, destinate all'espansione residenziale, intorno al centro abitato di Woltersdorf. Un esempio analogo di positivo coordinamento fra le infrastrutture di trasporto ed l'espansione edilizia è dato dalla vicina, e contemporanea, tranvia di Schöneiche e Rüdersdorf.
Dopo pochi mesi di costruzione, preceduti però da anni di discussioni, la linea entrò in servizio il 17 maggio 1913.
Nella storia della tranvia non vi furono particolari eventi; un progetto di prolungamento fino ad Alt-Buchhorst (1927) venne approvato, ma non realizzato.
Oggi la tranvia di Woltersdorf continua a rivestire un ruolo di grande importanza; oltre ai viaggiatori pendolari, una larga quota di traffico è rappresentata dai turisti, attratti dalle bellezze del paesaggio boscoso e lacustre circostante il capolinea di Woltersdorf.